# 朝霞公园
朝霞公园，位于天津市宝坻区进京路宝坻区烈士陵园东侧，建于1993年，总面积19.68万平方米，公园名称由书法家溥佐题写。现公园因原址改建为宝坻殡仪服务中心，将于2021年搬迁至新仓路以东，朝霞路以西，进京路以南，庆丰街以北地块。对外免费开放。

## 老园
位于天津市宝坻区进京路宝坻区烈士陵园东侧，内部与宝坻区烈士陵园相通，园内东部为人工湖，被称为朝霞湖，面积达10.65万平方米，原为砖窑，挖空上层黏土后，由地下水喷涌而成。设有垂钓园、儿童水上乐园和游船区，植物主要为芦苇。西部分为入口广场与林区，建有雷锋石像、仿烽火台与人工土山，树木以园柏、雪松、杨树、国槐以及灌木为主。
2018年底，因原址改建为宝坻殡仪服务中心的工程启动而闭园。

## 新园
位于天津市宝坻区新仓路以东，朝霞路以西，进京路以南，庆丰街以北地块。计划于2021年10月建成开园，占地面积27万平方米。

## 霞园倒影
因朝霞湖湖水清澈，湖面如镜，尽将公园景物映入池底之景。